# Saturn Award de la meilleure photographie
Le Saturn Award de la meilleure photographie (Saturn Award for Best Cinematography) est une récompense cinématographique décernée en 1976, 1977 et 1979 par l'Académie des films de science-fiction, fantastique et horreur (Academy of Science Fiction Fantasy & Horror Films).

## Palmarès
Note : L'année indiquée est celle de la cérémonie, récompensant les films sortis au cours de l'année précédente.

### Années 1970
- 1976 : Douglas Slocombe pour Rollerball
- 1977 : Ernest Laszlo pour L'Âge de cristal
- 1979 : Russell Boyd pour Pique-nique à Hanging Rock